# Tapisserie de l'Agneau de Dieu
La tapisserie de l'Agneau de Dieu ou de l'Agneau mystique est une tapisserie du XVe siècle conservée dans les Hospices de Beaune. C'est la plus grande des deux tapisseries décrites dans la base Palissy.

## Description de la tapisserie
Au centre de la tapisserie a été représenté l'Agneau de Dieu entouré des instruments de la Passion du Christ encadrés par la Lune et le Soleil. En-dessous, un écu parti, à dextre, d'azur à troisclés d'or, à senestre, à une tour d'or crénelée. Ces éléments sont placés sur un fond bleu semé de clés et de tours alternées.
Les tapisseries héraldiques sont fréquentes au Moyen Âge. Elles affirment l'identité de leur propriétaire et leur réussite. Le traitement des armoiries est varié. Le lissier a tiré les motifs de l'écu, les clés de Nicolas Rolin, chancelier de Bourgogne entre 1422 et 1462, et la tour crénelée de sa femme, Guigone de Salins, qui ont été semés sur l'ensemble de la tapisserie.
Dans l'analyse des pigments et des couleurs, Alexandre Fiette a dénombré quinze couleurs différentes, cinq tons de brun, trois de bleu, trois de rouge, deux de jaune, deux de vert.
Les couleurs sont faites à partir de plantes tinctoriales : 
- le jaune, avec de la gaude ou welch (Reseda luteola),
- le rouge, avec la racine de la garance ou waranche (Rubia tinctoria),
- le bleu, avec le pastel ou guède ou waide (Isatis tinctoria), mais elle a été détrônée par l'indigo.

## Histoire de la tapisserie
Nicolas Rolin a fondé l'hospice de Beaune par un acte du 4 août 1443, sous l'invocation de saint Antoine, abbé, et avec la promesse de « le pourvoir de tous ...ustensiles et objets nécessaires » et « de fournir la chapelle des vêtements sacerdotaux, livres, calice, et autres ornements ». La chapelle a été bénie le 31 décembre 1451 et l'hospice a été ouvert le lendemain.
On a d'abord pensé que la tapisserie de l'Agneau de Dieu a été réalisée entre 1452 et la mort du chancelier Rolin, le 18 janvier 1462. Cependant, les armoiries représentées ne sont celles du chancelier mais celles de sa seconde épouse, Guigone de Salins. Conformément aux règles d'établissement du blason féminin : à dextre est représenté le blason des Rolin avec les trois clés, à senestre, la tour crénelée des Salins. Cette tapisserie a donc été offerte par Guigone de Rolin.
Le plus probable, c'est que cette tapisserie a été offerte à l'hospice de Beaune entre la mort du chancelier Rolin et la mort de Guigone de Salins, le 24 décembre 1470. Après la mort de Nicolas Rolin, son épouse est venue habiter Beaune. Jusqu'à un arrêt du parlement de Paris, en 1468, la rétablissant dans ses droits, les dirigeants de l'hospice se sont entendus pour refuser son autorité. Elle a cependant continué à s'intéresser à l'hospice. En 1462 et 1463, elle donne quinze queues de vin et quatre cents écus d'or. En 1467, elle lui remet quatre cents autres écus. Le 10 février 1466 (1467 nouveau style) elle donne une croix d'or et six tasses d'argent « avec aultres chouses et meubles par moy desja mises es mains des gouverneur, maistresse & sœurs di dict Hostel-Dieu ». Cette tapisserie fait probablement partie des autres choses déjà mises en mains en 1466, et a donc dû être réalisée entre 1462 et 1466.
L'inventaire fait en 1501 montre qu'il y avait alors 31 pièces de tapisserie dans l'hospice pour parer les lits des malades les jours de grandes fêtes et : « Item, deux draps de tapisserie d'aulte lisse esquelz est l'imaige de sainct Anthoine et sont semés de torterelles et des armes desdicts fondateurs, desquels l'on paire les chaieres estant es costezde l'aultel ». À l'article suivant - « Item, deux aultres tappis armoyez comme dessus, desquelz l'on paire la chaire à  preschier et aucunes fois les haultez » - peut concerner les deux tapisseries de l' Agnus Dei. Les deux pièces, l'une de 1,30 m de haut et 3,10 m de long, l'autre de 0,95 m sur 2,10 m, semblent être destinées à décorer les chaires de la grande chapelle.

## Classement
Deux tapisseries de l'Agneau mystique sont des objets classés monuments historiques en 1944.